# Rodeo (album)
Rodeo – debiutancki album studyjny amerykańskiego rapera Travisa Scotta, którego premiera odbyła się 4 września 2015 roku. Wydawnictwo ukazało się nakładem wytwórni muzycznych Grand Hustle oraz Epic.

## Lista utworów
Opracowano na podstawie materiału źródłowego.
1. „Pornography”
2. „Oh My Dis Side” (gościnnie: Quavo)
3. „3500” (gościnnie: 2 Chainz, Future)
4. „Wasted” (gościnnie: Juicy J)
5. „90210” (gościnnie: Kacy Hill)
6. „Pray 4 Love” (gościnnie: The Weeknd)
7. „Nightcrawler” (gościnnie: Chief Keef, Swae Lee)
8. „Piss on Your Grave” (gościnnie: Kanye West)
9. „Antidote”
10. „Impossible”
11. „Maria I’m Drunk” (gościnnie: Justin Bieber, Young Thug)
12. „Flying High” (gościnnie: Toro y Moi)
13. „I Can Tell”
14. „Apple Pie”

## Certyfikaty
| Kraj              | Certyfikat      |
| ----------------- | --------------- |
| Stany Zjednoczone | platynowa płyta |
| Dania             | złota płyta     |
| Kanada            | złota płyta     |